# Dichthorrhinus
Dichthorrhinus är ett släkte av skalbaggar. Dichthorrhinus ingår i familjen Dryophthoridae.
Kladogram enligt Catalogue of Life:
| Dichthorrhinus | \| \| Dichthorrhinus albozebrinus \| \| \| \| \| \| Dichthorrhinus bicornis \| \| \| \| \| \| Dichthorrhinus nivipictus \| \| \| \| \| \| Dichthorrhinus rubrocollaris \| \| \| \| |
|                | \| \| Dichthorrhinus albozebrinus \| \| \| \| \| \| Dichthorrhinus bicornis \| \| \| \| \| \| Dichthorrhinus nivipictus \| \| \| \| \| \| Dichthorrhinus rubrocollaris \| \| \| \| |
|                | Dichthorrhinus albozebrinus |
|                | |
|                | Dichthorrhinus bicornis |
|                | |
|                | Dichthorrhinus nivipictus |
|                | |
|                | Dichthorrhinus rubrocollaris |
|                | |